# Bill Knott
William Kilborn Knott (Carson City, 17 de fevereiro de 1940 – 12 de março de 2014) foi um poeta estadunidense.

## Vida
Nascido em Carson City, Michigan, EUA, Knott recebeu seu mestrado pela Norwich University e estudou com o também poeta John Logan em Chicago.
Sua primeira coleção de poemas, The Naomi Poems: Corpse and Beans, foi publicada em 1968 sob o nome de Saint Geraud, um personagem fictício cuja história incluía um suicídio dois anos antes da publicação. The Naomi Poems foi bem recebido e chamou a atenção de poetas como James Wright, que o chamou de "gênio inconfundível". A Naomi referenciada nos poemas era a colega poetisa Naomi Lazard, musa de Bill Knott em seus poemas anteriores.
Knott lecionou no Emerson College por mais de 25 anos, publicou muitos livros de poesia e recebeu o Iowa Poetry Prize e uma bolsa Guggenheim.

## Obra
No início de sua carreira, Knott era conhecido por escrever poemas excepcionalmente curtos, alguns tão curtos quanto uma linha e sem título. Mais tarde, ele se interessou por formas métricas de versos e silábicas. Ele não acreditava na "marca" poética e ao longo de sua carreira recusou-se a restringir-se a uma escola ou estilo específico de escrita. Os temas, temas e tons de sua poesia também eram abrangentes. Seu trabalho muitas vezes exibia um senso de humor irônico e autodepreciativo, e ele criticava o que considerava uma epidemia de falta de humor na poesia americana contemporânea. Os poetas que o citam como influência incluem Thomas Lux, Mary Karr, Stephen Dobyns, Denise Duhamel, Denis Johnson e Janaka Stucky. Um dos romances de Johnson, Already Dead: A California Gothic, foi inspirado no "Poem Noir" de Knott.
Uma seleção de seu trabalho, I Am Flying Into Myself: Selected Poems, 1960-2014, foi compilada por Thomas Lux e publicada por Farrar, Straus e Giroux em fevereiro de 2017.
Knott também era um artista visual, conhecido por distribuir livretos de suas poesias com capas pintadas à mão.